# مجتمع صنایع دفاع اصفهان
مجتمع صنایع دفاع اصفهان که با نام‌  شهرک شهید نامجو نیز شناخته می‌شود، شهرکی مسکونی-صنعتی واقع در شهر ورنامخواست است که در بخش مرکزی شهرستان لنجان قرار دارد و طبق سرشماری عمومی نفوس و مسکن (۱۳۸۵) دارای ۶۴۲ خانوار متشکل از ۲۴۴۴ نفر است. و یگان خدمتی و پادگان صنایع دفاع روبروی میدان واقع شده است